# Örménykút
Örménykút (în slovacă Irminčok) este un sat în districtul Szarvas, județul Békés, Ungaria, având o populație de 409 locuitori (2011).

## Demografie
Componența etnică a satului Örménykút
     Maghiari (70,55%)
     Slovaci (26,69%)
     Romi (2,12%)
     Sloveni (0,64%)
Componența confesională a satului Örménykút
     Luterani (33,99%)
     Fără religie (28,12%)
     Romano-catolici (7,09%)
     Reformați (1,22%)
     Atei (1,22%)
     Necunoscută (28,36%)
Conform recensământului din 2011, satul Örménykút avea 409 locuitori. Din punct de vedere etnic, majoritatea locuitorilor (70,55%) erau maghiari, existând și minorități de slovaci (26,69%) și romi (2,12%). Nu există o religie majoritară, locuitorii fiind luterani (33,99%), persoane fără religie (28,12%), romano-catolici (7,09%), reformați (1,22%) și atei (1,22%). Pentru 28,36% din locuitori nu este cunoscută apartenența confesională.